# Huonodon aorangi
Huonodon aorangi är en snäckart som först beskrevs av Suter 1890.  Huonodon aorangi ingår i släktet Huonodon och familjen Charopidae. Inga underarter finns listade i Catalogue of Life.